# Stan Shaw
Stanley „Stan“ Shaw (* 14. Juli 1952 in Chicago, Illinois) ist ein US-amerikanischer Schauspieler.

## Leben
Stanley „Stan“ Shaw wurde als Sohn von Bertha Shaw und des Saxophonisten Eddie Shaw geboren. Er war auch mit den beiden verstorbenen Sängern Sam Cooke und Tyrone Davis verwandt. Nach seinem Abschluss an der Marshall High School konzentrierte sich Shaw auf seine Kampfsportkarriere und eröffnete in Chicago sein eigenes Dōjō. Parallel dazu spielte er auch vereinzelt Theater und trat als Sänger in Musicals auf, etwa 1972 in Via Galactica. Sein Leinwanddebüt gab er 1974 mit den beiden Actionfilmen Chikago Poker und TNT Jackson.

## Filmografie (Auswahl)

### Film
- 1974: Chikago Poker (Truck Turner)
- 1974: TNT Jackson
- 1976: Rocky
- 1978: Die Boys von Kompanie C. (The Boys in Company C)
- 1979: Der große Santini (The Great Santini)
- 1979: Roots – Die nächsten Generationen (Roots: The Next Generations)
- 1984: Runaway – Spinnen des Todes (Runaway)
- 1987: Beverly Hills Boys Club (Billionaire Boys Club)
- 1987: Monster Busters
- 1988: Red River
- 1989: Harlem Nights
- 1990: Todesangst (Fear)
- 1991: Grüne Tomaten (Fried Green Tomatoes (at the Whistle Stop Cafe))
- 1993: Body of Evidence
- 1993: Die Wiege der Sonne (Rising Sun)
- 1995: Der Hausfreund (Houseguest)
- 1995: Die Piratenbraut (Cutthroat Island)
- 1996: Daylight
- 1998: Spiel auf Zeit (Snake Eyes)
- 2000: Freiheitsmarsch (Freedom Song)
- 2002: Im Angesicht von Gut und Böse (Rag and Bone)
- 2003: Detonator – Spiel gegen die Zeit (Detonator)
- 2017: Jeepers Creepers 3

### Serie
- 1983–1984: The Mississippi (23 Folgen)
- 1984: Aufstand der Verfluchten (Maximum Security, drei Folgen)
- 1985–1994: Mord ist ihr Hobby (Murder, She Wrote, drei Folgen)
- 1985: Polizeirevier Hill Street (Hill Street Blues, zwei Folgen)
- 1989: Kampf gegen die Mafia (Wiseguy, vier Folgen)
- 1990: Der Nachtfalke (Midnight Caller, zwei Folgen)
- 1992: L.A. Law – Staranwälte, Tricks, Prozesse (L.A. Law, drei Folgen)
- 1994: Fackeln im Sturm (Heaven and Hell, eine Folge)
- 2000: Allein gegen die Zukunft (Early Edition, eine Folge)
- 2002: Akte X – Die unheimlichen Fälle des FBI (The X-Files, eine Folge)
- 2009: CSI: Den Tätern auf der Spur (CSI: Crime Scene Investigation, eine Folge)
- 2016: Code Black (eine Folge)
- 2016: Criminal Minds (eine Folge)